# آل باتشينو
آل باتشِينُو (بالإنجليزية: Al Pacino) (الاِسم الكامِل ألفرِيدُو جِيمس باتشِينُو؛ مواليد 25 أبرِيل / نيسان 1940 –) مُمثِّل، ومُنتَج، ومُخرِج، ومُؤَلّف أَمرِيكِي. امْتَدَّت مَسِيرَتُهُ لِأَكْثَرَ مِنْ خَمْسَةِ عُقُود حَصَلَ فِيهَا عَلِى العدِيدِ مِن الجوائِزِ والتّكرِيمات عن أَدَائِهِ فِي التَّمثِيل؛ مِن بينها جائِزة الأُوسكار، وجائِزتين مِن جوائِز تُونِي، وجائِزتي إِيمِي، وجائِزة الأَكادِيمِيَّة البِرِيطانِيَّة لِلأَفلام، وأَربع جوائِز غُولدِن غلُوب، وجائِزة المسرح العالمِيّ، وجائِزة الإِنجازات مدى الحياة مِن معهد الفِيلم الأَمرِيكِي، وجائِزة غُولدِن غلُوب سِيسِيل بِي دوميل. نَشَأَ آل باتشِينُو فِي مدِينة نيُويُورك؛ إِحدَى أَهمّ مُدُن الثَّقَافَة والفُنُون وصِناعة الإعلام فِي العالَم؛ مِن أَبوين أَمرِيكِيِّين إيطاليين تعوُّد أُصُولهُما إِلى جزِيرة صقلِيَّة الإِيطالِيَّة. أُعجب بالسِّينِما فِي وقتٍ مُبَكِّر وعَشِق المَسرح. يُعتبر أَحد أَفضل المُمثِّلِين فِي تارِيخ السِّينما الأَمرِيكِيَّة. كمَا أَنهُ واحِد مِن قلائِل المُمثِّلِين الَّذِين فَازُوا بجائِزة الأُوسكار، وجائِزة إِيمِي، وجائِزة تُونِي معاً؛ والَّتِي تُوصف بـ«التَّاج الثُّلاثِيّ لِلتَّمثِيل».
كونه ممثلًا منهجيًا وطالبًا سابقًا فِي إستديو هربرت بيرغوف وإستديو الْمُمَثِّلِين، حيث تلقى التعليم على يد تشارلز لوتون وَلي ستراسبرغ، حظي باتشينو بظهوره السينمائي الأول في عمر 29 سنة من خلال دور ثانوي في فيلم مي، ناتالي (أنا، ناتالي) (1969). لفت الانتباه بدوره الرئيسي الأول الذي يجسد فيه دور مدمن هيروين في فيلم ذا بانيك إن نيدل بارك (الهلع في حديقة نيدل) (1971). ثم نال التقدير والاعتراف على نطاق واسع عن دوره الذي أدخله عالم الشهرة والذي يجسد فيه شخصية مايكل كورليوني في فيلم ذا غاد فاذر (العراب) (1972) لفرانسيس فورد كوبولا، والذي ترشح بفضله لجائزة الأوسكار للمرة الأولي. ثم تابع تقديم الدور في الجزئين التاليين: العراب: الجزء الثاني (1974) والعراب: الجزء الثالث (1990). يُعتبر أداؤه لشخصية كورليوني واحدًا من الأعظم في تاريخ السينما.
رُشح باتشينو لجائزة الأوسكار لأفضل ممثل عن أفلام سيربيكو (1973)، والعراب: الجزء الثاني، وعصر يوم قائظ (1975)، وَ ...والعدالة للجميع (1979)، ليفوز بها في النهاية عن دور رجل جيش قديم ضرير في فيلم عطر امرأة (1992). حصد ترشيحات لجائزة الأوسكار لأفضل ممثل مساعد عن أدواره في أفلام العراب، وديك تريسي (1990)، وغلينغاري غلين روس (قبعة غلين روس) (1992)، والأيرلندي (2019). يُذكر من بين أدواره المميزة الأخرى كل من طوني مونتانا في الوجه ذو الندبة (1983)، وكارليتو بريغانتي في كارليتوس واي (طريق كارليتو) (1993)، وبنجامين روجيرو في دوني براسكو (1997)، ولويل بيرغمان في المطلع (1999). أدى دور البطولة أيضًا في أفلام التشويق التالية: حرارة (1995)، ومحامي الشيطان (1997)، وأرق (2002)، بالإضافة إلى ظهوره في فيلم الدراما والكوميديا حدث ذات مرة في هوليوود (2019).
أما في عالم التلفاز، فقد مثّل باتشينو في العديد من الأعمال التي أنتجتها إتش بي أو، ومن ضمنها المسلسل القصير ملائكة في أمريكا (2003)، وفيلم السيرة الذاتية لجاك كيفوركيان أنت لا تعرف جاك (2010)، وحاز على جائزة الإيمي برايم تايم للممثل الرئيسي المميز في مسلسل محدود أو فيلم عن كل منهما. لديه أيضًا مسيرة واسعة على خشبة المسرح، إذ حصد جائزة توني مرتين، في عامي 1969 و1977، عن أدائه في مسرحيتي هل يضع النمر ربطة عنق؟ والتدريب الأساسي لبافلو هومل. وكونه من عشاق شكسبير، فقد أخرج باتشينو فيلم البحث عن ريتشارد (1996) وأدى دور البطولة فيه، وهو فيلم وثائقي عن مسرحية ريتشارد الثالث، التي كان باتشينو قد أدى الدور الرئيسي فيها على خشبة المسرح في عام 1977. لعب أيضًا دور شايلوك في الفيلم السينمائي عام 2004 والإنتاج المسرحي عام 2010 المبنيين على مسرحية تاجر البندقية. بعد انطلاقه في عالم صناعة الأفلام من خلال فيلم البحث عن ريتشارد، أخرج باتشينو أفلام قهوة صينية (2000)، ووايلد سالومي (2011)، وسالومي (2013)، وأدى أدوار البطولة فيها. منذ عام 1994، يتولى باتشينو منصب رئيس استديو الممثلين.

## النَّشأَة
وُلِد ألفرِيدُو جِيمس باتشِينُو والَّذِي إِشتهر لاحقاً بآل باتشِينُو فِي 25 أبرِيل / نَيسان 1940؛ فِي شرق حَيّ هَارلِم فِي مِنطَقة مانهاتَّن شمال مدِينة نيُويُورك الَّتِي تمتَلِك إِحدى أكبر الموانئ فِي الوِلَايَات المُتَّحِدَة الأَمرِيكِيَّة؛ وإِحدَى أَهمّ مُدُن الثَّقَافَة والفُنُون فِي العالَم. مِن أَبوين أَمرِيكِيِّين؛ فهُو ابن السَّيِّد سِلفاتُور ألفرِيدُو باتشِينُو (1922-2005) الَّذِي وُلِد فِي حيّ هارلِم لِمُهاجِرِين صِقِلِّيِّين مِن بلدَة سَان فراتِيلو فِي مِنطقة مسينة شمال شرق جزِيرة صِقِلِّية الإِيطالِيَّة؛ وابن السَّيِّدة رُوز جِيمس جيلالدي (1919-1962) مِن موالِيد مدِينة نيُويُورك لِمُهاجِرِين صِقِلِّيِّين تعوُّد أُصولُهُما إِلى بَلدَة كُورلِيُون فِي مِنطقة بالِيرمُو شمال غرب جزِيرة صِقِلِّية الإِيطالِيَّة؛ إِسم المدِينة والشَّخصِيَّة الرِّوائِيَّة الرَّئِيِسيَّة الَّتِي أَلفها مارِيُو بوزُو فِي رِواية «العرَّاب». وقْع سِلفاتُور فِي الحبّ وهُو فِي سِن الخامِسة عشرة بعد أَن اِلتِقاء بالآنِسة رُوز؛ وتزوجاء بعد لِقائِهِما الأَوَّل بِعامَّين؛ وإِستقر الزّوجان فِي شرق هارلِم؛ وبعد مُرُور عام على زواجِهِما أَنجبا إبنهُم الأَوَّل والوحِيد ألفرِيدُو سِلفاتُور باتشِينُو، وبعد مُرُور عامَّين اِنفصل الرَّفيقِين؛ وحول تِلك الفترة المُبكِّرة مِن حيَّاتِه يصِفُها ويقُول: ”كَان والِدِيّ فِي الجيش أثناء الحرب العالمِيَّة الثَّانِية، حصل على تعلِيمِه الجامِعِيِّ مِن الجيشِ؛ وأَصبح مَندُوبٍ التَّأمِين ولم تُتِح لِي الظُّروف الفُرصة كي اُعرف والِدِي جيِّداً.. إِنفصلا والِدَاي بعد الحَرب؛ ونشأَت فِي كنف والِدتي وأَبويها“ لم تكِن حيَّاته العائِلِيَّة فِي أفضل حالاتها فِي تِلك الأَثناء، عاش بِرِعاية والِدتِه السَّيِّدة رُوز مع والِدِيها؛ السَّيِّد جِيمس والسَّيِّدة كاثِرِين جيلالدي جنُوب حيّ برُونِكْس، أحبّ سُونِّي (لُقِّب ألفرِيدُو فِي تِلك الفترة «بسُونِّي» و«المُمثِّل») السِّينما مِن خِلال والِدتِه؛ فِي وقتٍ مُبكِّر مِن حيَّاته، ويتحدَّث حول ذلِك ”عندما تعوُّدِ والدتي إِلى المنزِل مِن العمل، كانت  تأخُذِنَّي معها إِلى السِّينما.. كانت طرِيقُها لِلخُرُوج.. وعِنْدما نعُود إِلى المنزل أَقومُ بأَداء جمِيع الأَدوار.. كان لها تأثِير كبِيرٍ على أَن أَكون مُمثلا“ ولم يكِن فِي الحُسبان أَن يصبح هذا اليافِع فِي يوم مِن الأَيَّام أَحد أَفضل المُمثِّلِين فِي تارِيخ السِّينما.

## التَّمثِيل
وفِي تِلك الأَثناء كان ولا بد أَن يلتقي آل باتشِينُو بالمسرَّح؛ فجُذُورُهُ صقلِيَّة حَيث مسرح سيجيستا فِي الجزِيرَة الغنِيَّة والفرِيدَة بِالثَّقافة مِن ذُو العُصُور الكِلاسِيكِيَّة؛ ووُلِد بِالقُرب مِن مسرح برُودُوَاي؛ ونشأَة فِي إِحدَى أَهمّ مُدُن الثَّقَافَة والفُنُون وصِناعة الإعلام فِي العالَم فِي التَّارِيخ المُعاصِر. ومِن خِلال المدرسة (مراحِل التَّعلِيم المُبكرِ) تعرُّف على المَسرح عن كثب؛ وأدّى كمثِّل مسرحِيَّات على المسرح المدرسِيٌّ. وفِي فترة المراهقة أُوقِّف لِمُدة ثلاثة أيام بتهمة حيازته سلاحاً دون ترخيص. وفِيما بعد إِلتحق بِالعدِيد مِن مدارِس التَّمثيل؛ إِلى أَن أدّى أولى أَدوارة فِي المسرَّح؛ تلا ذلِك أَدواراً مميزة أَثارت اِهتِمام الجُمهُورِ والنُّقَّاد، وفِي ذلِك الوقت كان يُرِيد شِق طَرِيقِه إِلى السِّينما فِي مُنتصف السَّبعِينات وبِالطَّبع لَم يكِن يظُن يوماً أَنهُ سيصبح نجماً كبِيراً ولامِعاً؛ أَو حتَّى أَن يكوُن لهُ دور بُطولة فيلم. وبعد مُشاركة آل باتشِينُو فِي فيلمِي «The Panicin Needle Park» و«Me, Natalie» كما سبقتُهُما مُشاركتِه فِي مُسلسل «Deadly Circle of Violence» فِي ذلِك الوقت كان المُخرِج فرانسِيس فُورد كوبولا يُعد العُدة لِفلم «TheGodfather»، ووقع الاِختِيار على آل باتشِينُو لِلقِيام بِدُور شخصِيَّة (مايكِل كُورلِيُوني) زعيم المافِيا. لم يكِن آل آنذاك يُرِيد القيام بِالدُّور، وكان يطمح فِي الحُصُول على دُور فِي أحد الأَفلام الكُوميدِيَّة لِاِعتِقادِه بِأَن الجُمهُور لايُحِب مِن يُؤدي الأَدوار الشِرِيرة. ولكِنه قام بِالدُّورِ بِموهِبَة وملكة فنِّيَّة كبِيرة. بعدها قام بِعمل فيلمِيَن مُهِمَّين وأَدواراً خالِدة جعلت لهُ مكاناً مُميَّزاً فِي ذاكِرة التَّارِيخِ السّينمائِي ففِي عقد السَّبعِينات تعاون آل باتشِينُو مع المُخرِج الكبِير سِيدنِي لوميت حيث شارَّك معهُ فِي عملين هامِّين هُما «Serpico 1973» و«Dog DayAfternoon 1975» فِي العمل الأَول يُؤدِّي دور شرطِي نَزَّيه يصطدِمُ بِتيَّارات الفساد الَّتِي أَحكمت سيطرتُها على قطاع الأَمن فِي ولايته، وقد حاز جائِزة الغُولدِن غلُوب كأفضل مُمثِّل عن دوره هذا، ونال ترشِيحاً للأُوسكار كذلِك. أَما فِي الفِيلم الثَّانِي فيظهر بدور شابٍ فقِير يسطُو على أحد البُنُوك فتفشل الخُطة وتتطور المسأَلة إِلى أَن تُحاصِره قوات الأَمن هُو وزميلُه الآخر «سَال»؛ الفِيلم ملِيء بِلحظات الترقب وهُو أَحد أَهم أَفلام المكان الواحِد.

## الجوائز والترشيحات
ترشح آل باتشينو إلى 125 جائزة مختلفة وفاز ب 52, ومن أهم تلك الجوائز جائزة الاوسكار التي حصل عليها آل باتشينو عام 1993 على فيلم  Scent of a woman , بعد سبع ترشيحات للجائزة كان أولها عام 1973 على فيلم The Godfather كأفضل ممثل دور مساعد، وحصل آل باتشينو على 4 جوائز غلودن غلوب من أصل 18 ترشيح، 10 منها كأفضل ممثل في فيلم سينمائي - دراما، و 2 غولدن غلوب كأفضل ممثل في فيلم سينمائي - كوميدي أو موسيقي، و 3 كأفضل أداء من قبل ممثل في مسلسلات صغيرة أو صورة متحركة مصنوعة للتلفزيون، و 3 كأفضل أداء لممثل في دور مساعد، وحاز آل باتشينو على جائزتين إيمي من أصل ثلاث ترشيحات، الترشيح الأول كان عام 2004 على مسلسل Angels in America وفاز بها، والترشيح الثاني كان عام 2010 على الفيلم السينمائي You Don't Know Jack وفاز بها والترشيح الثالث كان عام 2013 على الفيلم السينمائي فيل سبيكتور، وحاز آل باتشينو على جائزة البافتا مرة واحدة من أصل 5 ترشيحات  كان أولها عام عام 1973 على فيلم The Godfather كأفضل وافد جديد واعد إلى أدوار الأفلام الرئدة، والترشيح الثاني عام 1975 على فيلم سيربيكو كأفضل ممثل، والترشيح الثالث على فيلم Dog Day Afternoon وفيلم The Godfather: Part II وفاز بها هنا، والترشيح الرابع عام 1991 على فيلم Dick Tracy كأفضل ممثل في دور مساعد
وآخر ترشيح كان عن أفضل ممثل مساعد في فيلم The Irishman.

## حياته الشخصية
لم يتزوج باتشينو قط، وهو أب لثلاثة أطفال؛ الكبرى، جولي ماري (وُلدت في عام 1989)، هي ابنته من مدربة التمثيل جان تارانت، ولديه أيضًا توأمان، ابنٌ اسمه أنتون جيمس وابنة اسمها أوليفيا روز (وُلدا في 25 يناير عام 2001)، من الممثلة بيفيرلي دي أنجيلو، التي ارتبط بها من عام 1996 حتى عام 2003.
ارتبط باتشينو أيضًا بزميلته في ثلاثية العراب ديان كيتون، وانتهت علاقتهما المتقطعة بعد تصوير فيلم العراب: الجزء الثالث. قالت كيتون عن باتشينو: «كان آل أكثر الرجال ترفيهًا ببساطة... بالنسبة إلي، ذلك هو الوجه الأجمل. أظن أن وارن كان فاتنًا، جميلًا جدًا، لكن وجه آل... وأو... قاتل، وجه قاتل». ربطته علاقات أخرى مع كل من تيوزداي ويلد، وجيل كلايبراج، ومارت كيلر، وكاثلين كوينلان، وليندال هوبس.
ارتبط باتشينو بعلاقة استمرت عشر سنوات مع الممثلة الأرجنتينية لوسيلا بولاك من عام 2008 حتى عام 2018. وعلى الرغم من أنهما لم يتزوجا، تشير ابنة بولاك، كاميلا موروني، إلى باتشينو بأنه زوج أمها.
في يونيو 2023، أعلن المتحدث الرسمي باسم آل باتشينو انتظاره رفقة صديقته عارضة الأزياء ذات الأصول الكويتية نور الفلاح (29 عاما) طفلهما الأول.
وفي سبتمبر 2023 انفصلت عارضة الأزياء ذات الأصول الكويتية نور الفلاح، عن صديقها النجم الأميركي آل باتشينو، وتقدمت بطلب للحصول على حضانة ابنها رومان باتشينو البالغ من العمر 3 أشهر حينها.

## قائمة الأفلام
| رقم متسلسل | الملصق | اسم الفيلم               | اسم الفيلم                        | السنة | الدور              | ملاحظات |
| رقم متسلسل | الملصق | بالعربية                 | بالإنجليزية                       | السنة | الدور              | ملاحظات |
| ---------- | ------ | ------------------------ | --------------------------------- | ----- | ------------------ | --- |
| 1          |        | أنا، ناتالي              | 'Me, Natalie'                     | 1969  | تُونِي               | أَوَّل أَفلامة |
| 2          |        | الذعر في منتزه نيدل      | 'The Panic in Needle Park'        | 1971  | بُوبِي               | |
| 3          |        | العراب                   | 'The Godfather'                   | 1972  | مايكل كورليوني     | رشح لجائزة الأوسكار لأفضل ممثل مساعد رشح لجائزة بافتا لأفضل ممثل قادم جديد رشح لجائزة غولدن غلوب لأفضل ممثل - فيلم دراما الأَجر: 35,000 دولار أمريكي                                                                                               |
| 4          |        | الفزاعة                  | 'Scarecrow'                       | 1973  | ليون               | |
| 5          |        | سربيكو                   | 'Serpico'                         | 1973  | فرانك سربيكو       | جائزة الغولدن غلوب لأفضل ممثل: ممثل فيلم دراما جائزة ديفيد دي دوناتيلو لأفضل ممثل اجنبي جائزة المجلس الوطني للمراجعة، الولايات المتحدة الأمريكية لأفضل ممثل رشح لجائزة الأوسكار لأفضل ممثل رشح لجائزة بافتا لأفضل ممثل الأَجر: 15,000 دولار أمريكي |
| 6          |        | العراب الجزء الثاني      | 'The Godfather Part II'           | 1974  | مايكل كورليوني     | جوائز الأكاديمية البريطانية للأفلام لأفضل ممثل رشح لجائزة الأوسكار لأفضل ممثل رشح لجائزة غولدن غلوب لأفضل ممثل—فيلم دراما الأَجر: 500,000 دولار أمريكي + 10 ٪ من الأرباح                                                                           |
| 7          |        | عصر يوم قائظ             | 'Dog Day Afternoon'               | 1975  | سُونِّي               | جوائز الأكاديمية البريطانية للأفلام لأفضل ممثل في دور بطولة جائزة جمعية لوس أنجلوس لنقاد السينما جائزة مهرجان سان سباستيان السينمائي الدولي لأفضل ممثل رشح لجائزة الأوسكار لأفضل ممثل رشح لجائزة غولدن غلوب لأفضل ممثل—فيلم دراما                 |
| 8          |        | بوبي ديرفيلد             | 'Bobby Deerfield'                 | 1977  | بوبي ديرفيلد       | رشح لجائزة غولدن غلوب لأفضل ممثل—فيلم دراما |
| 9          |        | والعدالة للجميع          | '…And Justice for All'            | 1979  | أرثر كيركلاند      | رشح—جائزة الأوسكار لأفضل ممثل رشح—جائزة غولدن غلوب لأفضل ممثل—فيلم دراما |
| 10         |        | كرويزينك                 | 'Cruising'                        | 1980  | ستيف برنز          | |
| 11         |        | كاتب! كاتب!              | '!Author! Author'                 | 1982  | ايفين ترافيلين     | رشح—جائزة غولدن غلوب لأفضل فيلم—فيلم موسيقي أو كوميدي |
| 12         |        | الوجه ذو الندبة          | 'Scarface'                        | 1983  | توني مونتانا       | رشح—جائزة غولدن غلوب لأفضل ممثل—فيلم دراما |
| 13         |        | الثورة                   | 'Revolution'                      | 1985  | توم دوب            | رشح— لجائزة رازي اسوء ممثل |
| 14         |        | بحر الحب                 | 'Sea of Love'                     | 1989  | فرانك كيلر         | رشح—جائزة غولدن غلوب لأفضل ممثل—فيلم دراما |
| 15         |        | البغض المحلي             | 'The Local Stigmatic'             | 1990  | غراهام             | صُوِّرَ في عام 1985 |
| 16         |        | ديك تريسي                | 'Dick Tracy'                      | 1990  | بيق بوي            | جائزة اطرف ممثل مساعد في فيلم رشح—جائزة الأوسكار لأفضل ممثل مساعد رشح—جائزة بافتا لأفضل ممثل مساعد رشح—جائزة غولدن غلوب لأفضل ممثل مساعد—السينما الأَجر: 4,500,000 دولار أمريكي                                                                    |
| 17         |        | العراب الجزء الثالث      | 'The Godfather Part III'          | 1990  | مايكل كارليوني     | رشح—جائزة غولدن غلوب لأفضل ممثل—فيلم دراما الأَجر: 5,000,000 دولار |
| 18         |        | فرانكي وجوني             | 'Frankie and Johnny'              | 1991  | جوني               | |
| 19         |        | قبعة غلين روس            | 'Glengarry Glen Ross'             | 1992  | ريكي               | رشح—جائزة الأوسكار لأفضل ممثل مساعد رشح—جائزة غولدن غلوب لأفضل ممثل مساعد—السينما |
| 20         |        | عطر امرأة                | 'Scent of a Woman'                | 1992  | فرانك سلاد         | جائزة الأوسكار لأفضل ممثل جائزة الغولدن غلوب لأفضل ممثل: ممثل فيلم دراما |
| 21         |        | طريق كارليتو             | 'Carlito's Way'                   | 1993  | تشارلي             | ترشح إلى جائزة ديفيد دي دوناتيلو لافضل ممثل اجنبي |
| 22         |        | قطعتين                   | 'Two Bits'                        | 1995  | جيتانو             | |
| 23         |        | حرارة                    | 'Heat'                            | 1995  | المحقق فينسيت هانا | بالاشتراك مع روبرت دي نيرو |
| 24         |        | البحث عن ريتشارد         | 'Looking for Richard'             | 1996  | الراوي ريتشارد     | جائزة نقابة المخرجين—القائمة مديري الإنجاز في وثائقي |
| 25         |        | قاعة المدينة             | 'City Hall'                       | 1996  | جون                | |
| 26         |        | دوني براسكو              | 'Donnie Brasco'                   | 1997  | بنجامين            | جائزة جمعية بوسطن لنقاد السينما لافضل ممثل |
| 27         |        | محامي الشيطان            | 'The Devil's Advocate'            | 1997  | جون ميلتون         | ترشح إلى جائزة زحل أفضل ممثل |
| 28         |        | المطلع                   | 'The Insider'                     | 1999  | ويل برغمان         | ترشح الفيلم إلى 7 جوائز اوسكار |
| 29         |        | فرص ايام الاحد           | 'Any Given Sunday'                | 1999  | تُونِي داماتو        | |
| 30         |        | القهوة الصينية           | 'Chinese Coffee'                  | 2000  | هاري ليفين         | وهو أيضا مخرج؛ تصويره في عام 1997 |
| 31         |        | أرق                      | 'Insomnia'                        | 2002  | ويل دورمر          | بالاشتراك مع روبن ويليامز وهيلاري سوانك ومن اخراج كريستوفر نولان |
| 32         |        | سيمون                    | 'S1m0ne'                          | 2002  | ڤيكتُور ترانسكي     | |
| 33         |        | اناس اعرفهم              | 'People I Know'                   | 2002  | الي ورمان          | |
| 34         |        | المجند                   | 'The Recruit'                     | 2003  | والتر برك          | |
| 35         |        | جيجلي                    | 'Gigli'                           | 2003  | ستاركمان           | |
| 36         |        | الملائكة في أمريكا       | 'Angels in America'               | 2003  | روي جون            | جائزة إيمي لأفضل ممثل جائزة الغولدن غلوب لأفضل ممثل في مجموعة مصغرة أو الصور المتحركة جائزة نقابة ممثلي الشاشة—جائزة أفضل ممثل في مجموعة صغيرة أو التلفزيون الفيلم                                                                                |
| 37         |        | تاجر البندقية            | 'The Merchant of Venice'          | 2004  | شيلوك              | |
| 38         |        | اثنان من أجل المال       | 'Two for the Money'               | 2005  | والتر              | |
| 39         |        | أوشن 13                  | 'Ocean's Thirteen'                | 2007  | ويلي بانك          | |
| 40         |        | 88 دقيقة                 | '88 Minutes'                      | 2008  | الدكتور: جاك جرام  | |
| 41         |        | القتل المبرر             | 'Righteous Kill'                  | 2008  | ديفيد فيسك         | |
| 42         |        | سالومايبي                | '?Salomaybe'                      | 2009  | الملك هيرود        | جائزة كوير الأسد من مهرجان البندقية السينمائي مخرج أيضا، في مرحلة ما بعد الإنتاج |
| 43         |        | أنتم لا تعرفون جاك       | 'You Don't Know Jack'             | 2010  | الدكتور جاك        | جائزة الغولدن غلوب لأفضل ممثل في مجموعة مصغرة أو الصور المتحركة جائزة إيمي لأفضل ممثل جائزة الأقمار الصناعية لأفضل ممثل في مسلسل قصير أو صورة متحركة للتلفزيون                                                                                    |
| 44         |        | أبن لا أحد               | 'The Son of No One'               | 2011  | المحقق ستانفورد    | |
| 45         |        | جاك وجيل                 | 'Jack and Jill'                   | 2011  | نفسه               | جائزة التوتة الذهبية لأسوء ممثل مساعد |
| 46         |        | قفوا ياشباب              | 'Stand Up Guys'                   | 2012  | فال                | |
| 47         |        | مانجلهورن                | 'Manglehorn'                      | 2014  | أي جي مانغلهورن    | |
| 48         |        | الحقارة                  | 'The Humbling'                    | 2014  | سايمون أكسلر       | |
| 49         |        | داني كولينس              | 'Imagine'                         | 2015  | داني كولينز        | ترشح إلى جائزة غولدن غلوب أفضل ممثل _فيلم موسيقي او كوميدي |
| 50         |        | سوء تصرف                 | 'Misconduct'                      | 2016  | تشارلز آبرامز      | |
| 51         |        | قراصنة الصومال           | Pirates of Somalia                | 2017  | سيمور تولبين       | |
| 52         |        | هانجمان                  | Hangman                           | 2017  | راي ارشرنو         | |
| 53         |        | باترنو                   | Paterno                           | 2018  | جو باترنو          | فيلم تلفزيوني |
| 54         |        | حدث ذات مرة...في هوليوود | Once Upon a Time ... in Hollywood | 2019  | مارفين شوارز       | مع ليوناردو دي كابريو وبراد بيت ومن اخراج كوينتن تارانتينو |
| 55         |        | '''الايرلندي'''          | The Irishman                      | 2019  | جيمي هوفا          | ترشح إلى جائزة الاوسكار افصل ممثل مساعد ترشح إلى جائزة الغولدن غلوب افصل ممثل مساعد ترشح إلى جائزة البافتا افصل ممثل مساعد |

## روابط خارجية
- آل باتشينو على موقع IMDb (الإنجليزية)
- آل باتشينو على موقع الموسوعة البريطانية (الإنجليزية)
- آل باتشينو على موقع روتن توميتوز (الإنجليزية)
- آل باتشينو على موقع مونزينجر (الألمانية)
- آل باتشينو على موقع ألو سيني (الفرنسية)
- آل باتشينو على موقع ميوزك برينز (الإنجليزية)
- آل باتشينو على موقع تيرنر كلاسيك موفيز (الإنجليزية)
- آل باتشينو على موقع أول موفي (الإنجليزية)
- آل باتشينو على موقع بوكس أوفيس موجو (الإنجليزية)
- آل باتشينو على موقع قاعدة بيانات برودواي على الإنترنت (الإنجليزية)